# Wikariusz regionalny
Wikariusz regionalny, Consiliarius Regionalis lub Konsyliariusz (z łac. Consiliarius - doradca) – nazwa funkcji (numerariusza - prezbitera) szefa Prałatury Opus Dei na poziomie regionalnym, podlegający bezpośrednio Prałatowi Opus Dei. Jako reprezentant Prałata kieruje działaniami Prałatury w danym okręgu duszpasterskim - regionie - wspierany przez dwie rady - jedną dla mężczyzn i jedną dla kobiet. 
Region, którym kieruje, odpowiada zwykle podziałom narodowym, stąd też wyróżniany jest region włoski, francuski, polski itd. W regionach, w których praca apostolska jest bardzo rozwinięta, wprowadzane są dodatkowe jednostki zwane delegacjami. 

## Wikariusze regionalni w Polsce
- 1989-1999 - ks. dr Stefan Moszoro-Dąbrowski
- 1999-2013 - ks. dr Piotr Prieto
- 2013      - ks. dr Stefan Moszoro-Dąbrowski